# Gregorianum
Gregorianum è una rivista cattolica trimestrale multilingue di filosofia, teologia e scienze umane, fondata nel 1920 alla Pontificia Università Gregoriana di Roma.

## Storia
Nel 1911 alla Pontificia Università Gregoriana di Roma fu fondata Periodica, rivista cattolica di diritto canonico che contribuì significativamente alla stesura del primo codice di leggi della Chiesa cattolica. Nel gennaio 1920 uscì in stampa il primo numero della rivista Gregorianum, dieci anni prima dell'insediamento dell'Università Gregoriana nella nuova sede di Piazza della Pilotta.
Il primo direttore fu il teologo gesuita italiano Giuseppe Filograssi, che poco tempo dopo fu trasferito fuori Roma e sostituito da padre Domenico Palermo Lazzarini.
Gli articoli erano inizialmente quasi tutti scritti da membri della Compagnia di Gesù. ll primo autore non gesuita fu Artur Landgraf che nel 1928 pubblicò un articolo sulla teologia medievale. Nel 1946 la storica del pensiero medievale Anneliese Maier fu la prima donna a firmare un articolo su Gregorianum. Da allora in poi la presenza di non gesuiti andò crescendo senza soluzione di continuità, così come il contributo del corpo docente delle università.
Per quasi un secolo la rivista partecipò a tutti i grandi dibattiti che animarono la Chiesa cattolica, in particolare durante la preparazione del Concilio Vaticano II e per il rinnovamento pastorale e teologico che ne seguirono. Molti collaboratori della rivista ricoprirono il ruolo di peritus al concilio. La rivista e l'Università Gregoriana sposarono un'ottica moderatamente conservatrice. 
La pubblicazione del Gregorianum fu sospesa durante tutta la Seconda Guerra Mondiale.

## Contenuto
La rivista esce in stampa a cadenza trimestrale per un volume annuale di circa 900 pagine. Essa accoglie contributi di livello accademico nei seguenti ambiti: Sacra Scrittura, teologia (fondamentale, dogmatica, patristica, sacramentaria, morale, sociale), spiritualità, filosofia, storia della chiesa, diritto canonico e scienze sociali. I contributi sono pubblicati nelle sei lingue dell'Europa occidentale: tedesco, inglese, spagnolo, francese, italiano e portoghese. Ad essa contribuiscono docenti delle università di tutto il mondo, ma principalmente della Gregoriana.
Oltre agli articoli, la rivista pubblica  in ogni numero le seguenti rubriche di analisi bibliografica:
- Nota (recensioni di libri suddivise per area tematica e corredate da analisi critica)
- Recensiones (recensioni di libri),
- Indicationes (brevi informazioni sulle pubblicazioni recenti),
- Libri Nostri (recensioni di libri scritti da professori dell'Università Gregoriana),
- Opera accepta (elenco dei libri pervenuti alla redazione della rivista).

## Direttori
Si riporta di seguito l'elenco dei direttori della rivista:
1. 1920: Giuseppe Filograssi
2. 1920-1935: Domenico Palermo Lazzarini
3. 1935-1945: Charles Boyer
4. 1945-1951: Georges Delannoye
5. 1951-1954: Zoltán Alszeghy
6. 1954-1958: Filippo Selvaggi
7. 1958-1968: William A. Van Roo
8. 1968-1971: Pierre Henrici
9. 1971-1985: Karl Becker
10. 1985-2003: Jacques Dupuis
11. 2003-2011: Paul Gilbert
12. 2011-2016: Roland Meynet
13. 2016-: Henryk Pietras.